# Pietroșani (Argeș, Rumunjska)
Pietroșani je općina u županiji Argeș u Rumunjskoj. U općinu spadaju pet sela Bădești, Gănești, Pietroșani, Retevoiești i Vărzăroaia.